# Арбанаси
Арбанаси (болг. Арбанаси) — село в Болгарии. Находится в Великотырновской области, входит в общину Велико-Тырново. Население составляет 365 человек (2022). Площадь — 11,881 км². Расположено в 197 км к востоку от Софии.

## История и достопримечательности
Село было основано в XV в. албанцами из Южного Эпира, выселенными сюда турецкими властями из-за их частых восстаний. Отсюда и название села — Арбанаси: так в Средние века называли албанцев византийские географы и историки.
В 1538 году султан Сулейман Великолепный подарил село своему зятю Рустем Паше, после смерти которого оно перешло в руки его наследников. В связи с этим, только местный феодал имел право собирать здесь подати и судить местных жителей. Так как село было освобождено от разорительных налогов в пользу централизованной государственной власти в Османской империи, его жители могли заниматься доходными ремёслами и торговлей, а также имели привилегию беспошлинно торговать своими изделиями на всей территории Османской империи. В XVII веке товары арбанасийских ремесленников были известны далеко за пределами Болгарии: на рынках России, Польши, Венгрии, Италии, и даже Персии и Индии.
Неудивительно, что в селе было в те годы много зажиточных купцов и ремесленников, которые вели обширное строительство и могли тратить немалые средства на обстановку и украшение своих домов.

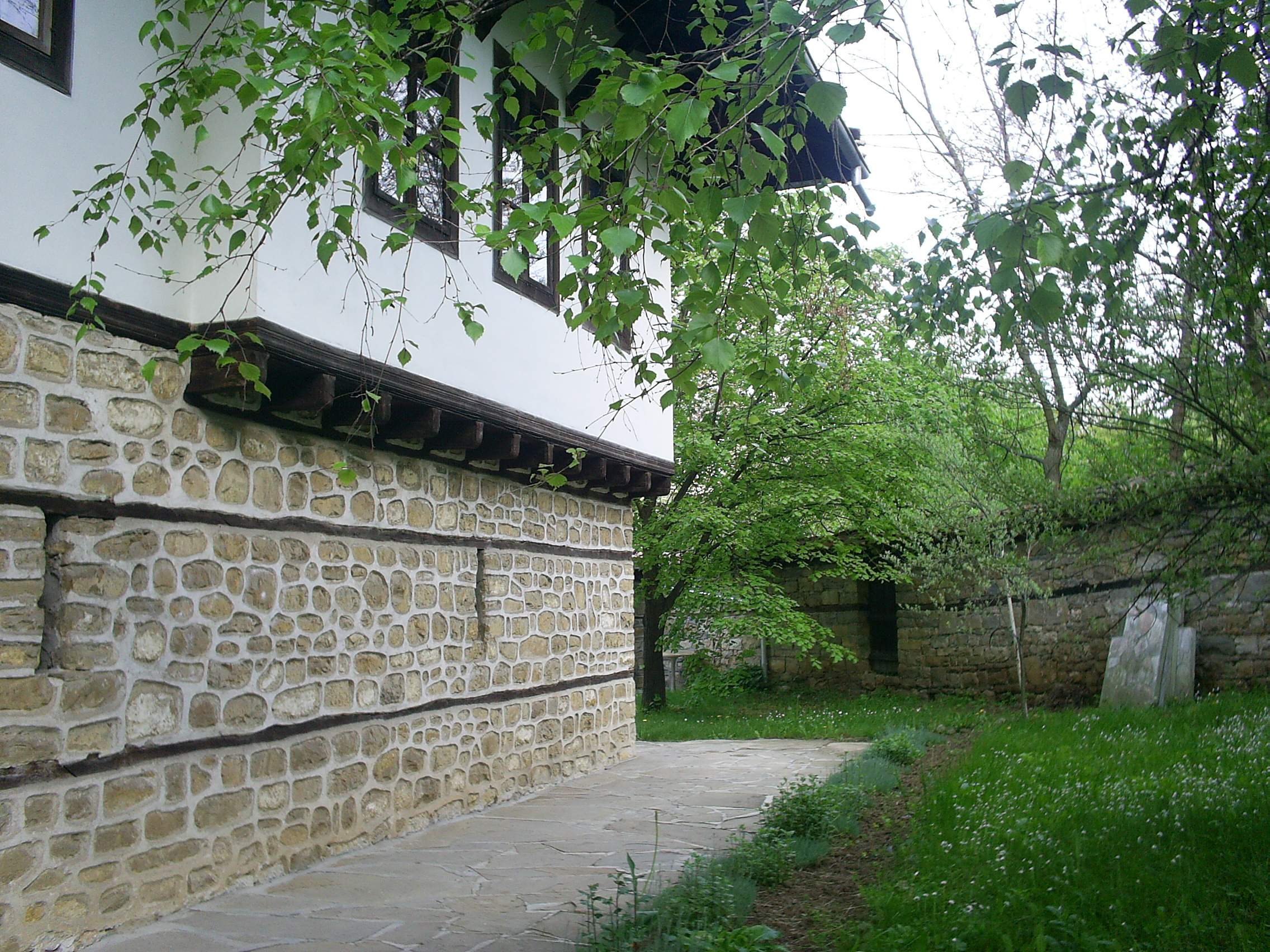
Типичный арбанасский дом

Эти дома и являются одной из основных достопримечательностей села. Дом обычно располагался в глубине просторного двора за массивными деревянными воротами, обитыми железом.
Сами каменные дома напоминают неприступные крепости — с оградами 2—2,5 метра, с солидными подвалами, толщина стен которых достигает 1 м, коваными решетками на окнах, с тайниками в которые можно проникнуть через замаскированные в глубоких сводчатых нишах ходы. В подвале обычно располагались склады и хозяйственные помещения. Лестница — внешняя или внутренняя — ведёт на открытую террасу, которая постепенно переходит в закрытый салон. Пол выстлан терракотовыми плитками. Помещения просторные, с ясно разграниченными функциями — представительные, жилые, хозяйственные, санитарные. Двери, стенные шкафы, потолки, печи обильно украшены. Из 80 сохранившихся домов 36 являются национальными памятниками культуры.

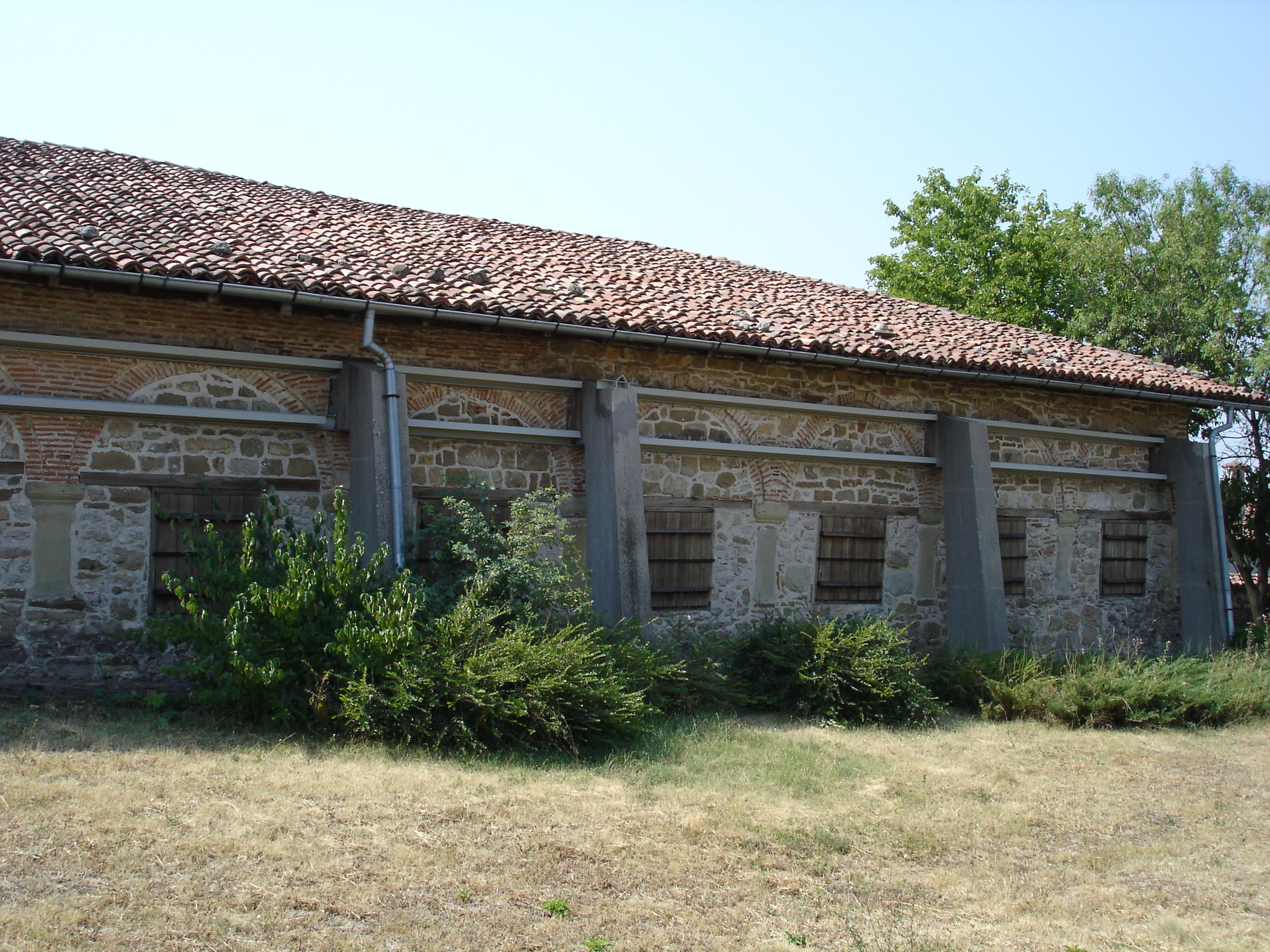
Внешний вид церкви Рождества Христова

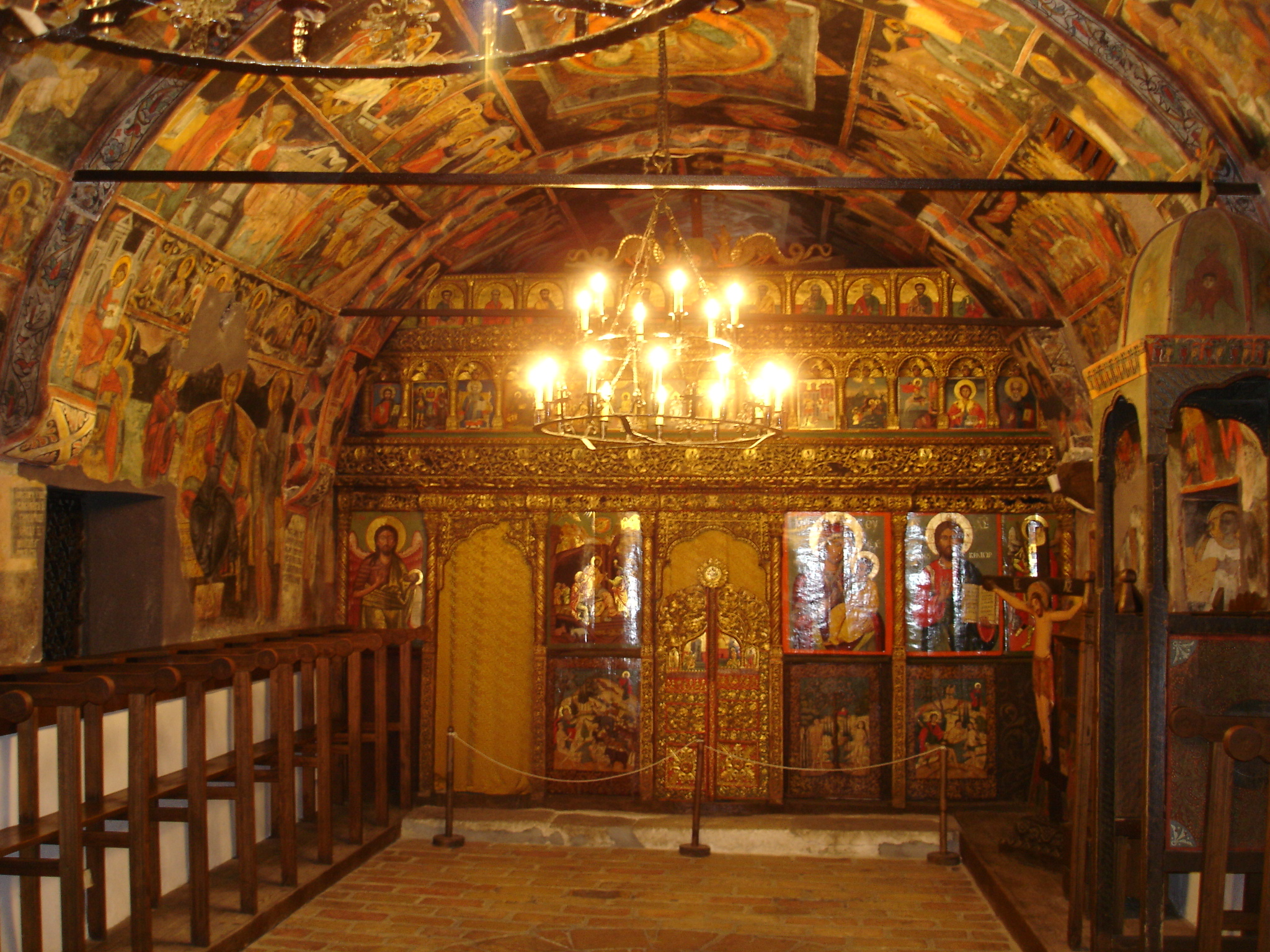
Внутреннее убранство церкви Рождества Христова

Национальными памятниками культуры являются и пять церквей в Арбанаси: Рождества Христова, св. Георгия, св. Атанаса, св. Архангелов Михаила и Гавриила и св. Дмитрия.
Особый интерес представляет церковь Рождества Христова, точная дата строительства которой не установлена, но о которой известно что в 1637—1649 годах она была расширена и расписана заново. Церковь вкопана в землю, со скрытыми куполами, без колокольни имеет очень аскетический внешний вид. Но внутри она представляет собой подлинную галерею. 3500 образов, принадлежащих кисти неизвестных мастеров различных эпох полностью покрывают её стены изнутри. Библейские сцены поразительно реалистичны. Здесь, впервые в Болгарии, изображено «колесо жизни» человека — его рождение, достижение зрелости, старость и смерть (впоследствии подобные сцены изображались Захарием Зографом в Преображенском и Бачковском монастырях).

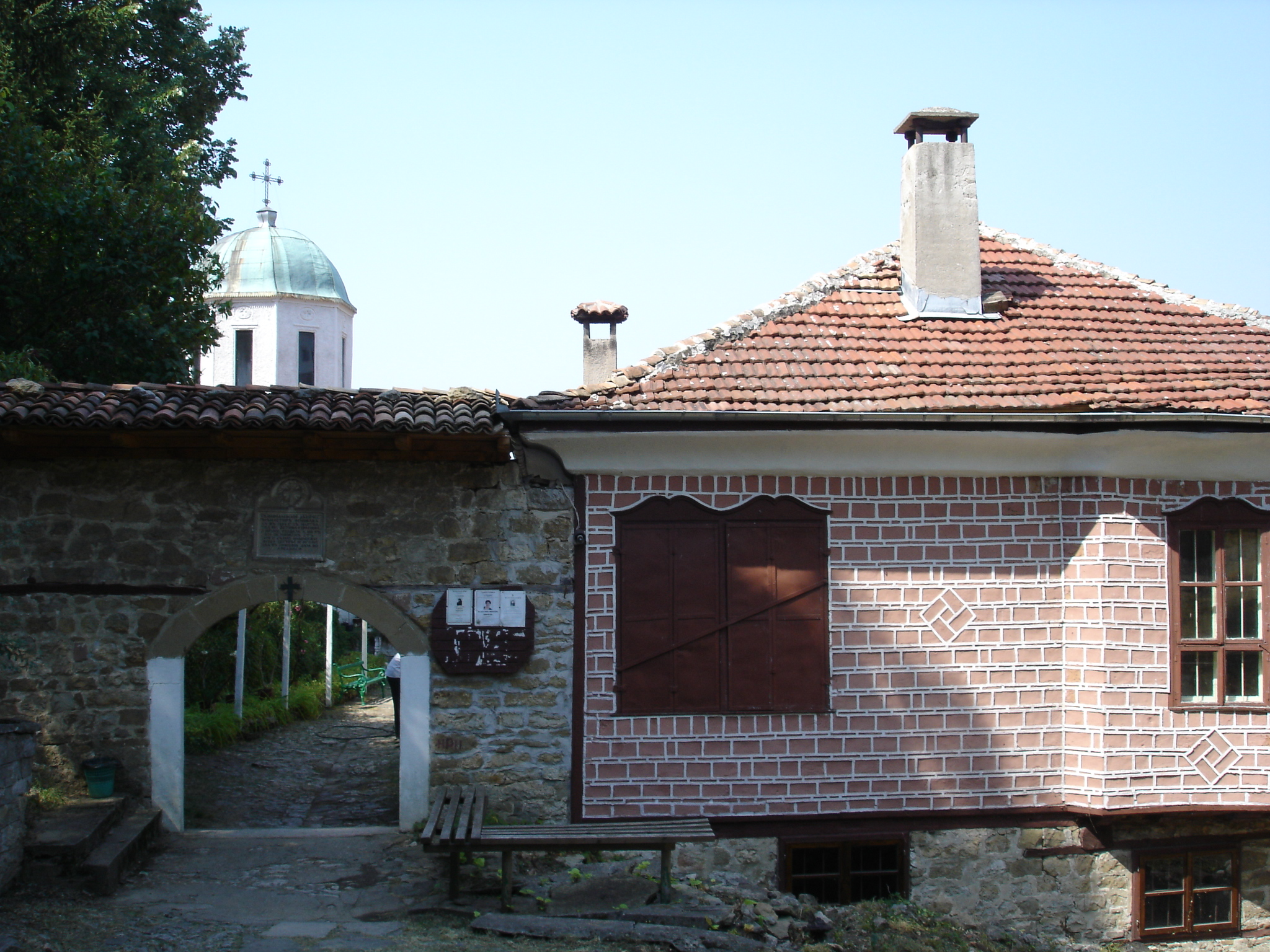
Монастырь св. Николая в Арбанаси

Кроме того, в селе сохранились два монастыря.
В селе до 1760-х гг. жили предки великого болгарского и русского педагога и просветителя XIX в. Тодора (Федора Николаевича) Минкова по отцовской и материнской линиям.

## Политическая ситуация
В местном кметстве Арбанаси, в состав которого входит Арбанаси, должность кмета (старосты) исполняет Тошо Христов Крыстев (Движение за социальный гуманизм (ДСХ)) по результатам выборов.
Кмет (мэр) общины Велико-Тырново — Румен Рашев (независимый) по результатам выборов.